# Janusz Wawrzkiewicz
Janusz Wawrzkiewicz (ur. 19 września 1930 we Lwowie, zm. 26 stycznia 2016) – polski specjalista nauk weterynaryjnych, profesor nauk weterynaryjnych, nauczyciel akademicki Akademii Rolniczej w Lublinie.

## Życie i działalność
Studiował na Uniwersytecie Marii Curie-Skłodowskiej w Lublinie (dyplom lekarza weterynarii na Wydziale Weterynaryjnym uzyskał w 1953). W 1977 roku uzyskał tytuł profesora nauk weterynaryjnych. Był między innymi zastępcą przewodniczącego Komitet Nauk Weterynaryjnych PAN. W latach 1990–1996 piastował funkcję dziekana Wydziału Weterynaryjnego Akademii Rolniczej w Lublinie. Jego pogrzeb odbył się 2 lutego 2016 na cmentarzu przy ulicy Lipowej w Lublinie.